# Ričardas Beniušis
Ričardas Beniušis (ros. Ричардас Бенюшис, ur. 23 kwietnia 1980 w Poniewieżu) – litewski piłkarz występujący na pozycji napastnika, reprezentant Litwy w latach 2001–2014.

## Kariera klubowa
Profesjonalną piłkarską karierę rozpoczął w sezonie 1998 w drugoligowym klubie Atletas Kowno. W 1999 roku przeniósł się do Inkarasu Kowno. Przez jeden sezon wystąpił w 27 meczach i strzelił 18 bramek. Potem przeniósł się do Baltika Kaliningrad. W tym rosyjskim klubie grał przez rok, zaliczając jeden ligowy występ. W 2001 roku powrócił on do poprzedniego klubu. W 20 meczach, jakie rozegrał, strzelił 15 goli. W sezonie 2001/02 był zawodnikiem rosyjskiego zespołu Krylja Sowietow Samara. W 2002 roku ponownie zasilił szeregi Inkarasu Kowno, gdzie rozegrał 13 meczów i strzelił 2 bramki. W 2002 roku został sprzedany do IK Start, gdzie w 9 spotkaniach Tippeligaen zdobył jedną bramkę. W latach 2002–2003 był zawodnikiem Atlantasu Kłajpeda. W 12 spotkaniach, jakie tam rozegrał, strzelił 6 goli.
Od 2003 do 2008 roku był zawodnikiem FBK Kaunas, gdzie rozegrał 90 meczów i strzelił 46 bramek. Zdobył dwa Puchary Litwy i dwa Superpuchary Litwy. W 2007 roku został wypożyczony na 6 miesięcy do Heart of Midlothian FC. W 2008 roku wypożyczono go do FK Liepājas Metalurgs, a w 2009 roku odszedł do słowackiego DAC 1904 Dunajská Streda. Po pół roku przeniósł się do Sūduvy Mariampol, gdzie strzelił 11 goli w 10 meczach. Wiosną 2010 roku był zawodnikiem izraelskiego klubu Hapoel Ra’ananna, po pół roku jednak powrócił do Sūduvy Mariampol. W latach 2013−2018 występował w Kruoji Pokroje, FK Šilas Kazlų Rūda, FK Šilutė i FK Panerys Wilno, po czym zakończył karierę.

## Kariera reprezentacyjna
W latach 2001–2014 rozegrał 31 spotkania w reprezentacji Litwy, w których zdobył 3 gole.

## Sukcesy

### Zespołowe
FBK Kaunas
- mistrzostwo Litwy: 2003, 2004, 2006, 2007
- Puchar Litwy: 2004, 2005

Sūduva Mariampol
- Puchar Litwy: 2008/09

### Indywidualne
- król strzelców A lygi: 2003 (16 goli)